# 2,6-二甲基吡啶
2,6-二甲基吡啶 (2,6-lutidine)是一種天然存在的雜環化合物。 它是從煤焦油和骨炭所含的基本成分中分離出來。是一個 吡啶 的第 2 位和第 6 位被兩個 甲基 取代的結構。 無色液體，有類似吡啶的氣味。
在有機合成中，由於空間位阻，2,6-二甲基吡啶被用作具有低親核性的鹼。 例如，可以用三甲矽烷基三氟甲磺酸酯作為甲矽烷基醚保護羥基。

## 相關化合物
- 吡啶
- 甲基吡啶